# Циков, Валентин Сергеевич
Валентин Сергеевич Циков (8 октября 1923, Юзовка, Донецкая губерния — 27 октября 2017) — советский и украинский агроном, специалист в области растениеводства, степного земледелия и выведения новых сортов кукурузы. Академик Украинской академии аграрных наук (НААН) (с 1991 года, членкор 1988). Академик ВАСХНИЛ (1991), впоследствии иностранный член Российской академии сельскохозяйственных наук и иностранный член Российской академии наук (с 2014), доктор сельскохозяйственных наук, профессор (1989). Заслуженный агроном Украинской ССР (1974).

## Биография
Участник Великой Отечественной войны с 1943 года, служил в батальоне лыжников 364 стрелковой дивизии. Принимал участие в освобождении Новгорода и прорыве блокады Ленинграда, когда был тяжело ранен.
Окончил агрономический факультет Днепропетровского сельскохозяйственного института, где учился в 1946—1950 годах, учёный-агроном.
С 1957 года — сотрудник, в 1970—1975 гг. — заведующий отделом, в 1975—1979 гг. — заместитель директора по научной работе, в 1979—1992 гг. — директор ВНИИ кукурузы, в 1992—1994 гг. — Украинского института кукурузы.
В 1968 г. защитил кандидатскую диссертацию, а в 1987 г. — докторскую.
Умер 27 октября 2017 года.

## Научная деятельность
На 2013 год автор 385 научных трудов, 12 монографий, 12 авторских свидетельств и патентов на изобретения.
Почетный профессор Днепропетровского национального университета, почётный доктор Киевского института земледелия.

## Награды
- Орден Ленина — за разработку механизированной технологии для получения высокого урожая в Днепропетровской области
- орден Октябрьской Революции
- орден Трудового Красного Знамени
- орден Отечественной войны II степени
- орден «Знак Почёта»
- другие награды и звания

## Семья
Супруга — Валентина (умерла), сын — Андрей, главврач одной из больниц г. Днепра. Внучка — Оксана Андреевна — вторая супруга бывшего украинского премьер-министра Павла Лазаренко.